# استان خائن (پرو)
استان خائن (به اسپانیایی: Provincia de Jaén) یک استان در پرو است که در منطقه کاخامارکا واقع شده‌است. استان خائن ۵٬۲۳۲٫۵۷ کیلومتر مربع مساحت و ۱۸۵٬۴۳۲ نفر جمعیت دارد.